# Anđa Jelavić
Anđa Jelavić (21 de setembro de 1980) é uma basquetebolista profissional croata.

## Carreira
Anđa Jelavić integrou a Seleção Croata de Basquetebol Feminino, em Londres 2012, que terminou na décima colocação.